# Mont Shackleton
Le mont Shackleton est une montagne située en Terre de Graham, en Antarctique. Il a été nommé en l'honneur de l'explorateur polaire britannique Ernest Shackleton par Jean-Baptiste Charcot après sa découverte lors de la Seconde expédition Charcot (1908-1910).